# 烏昌-蘇河

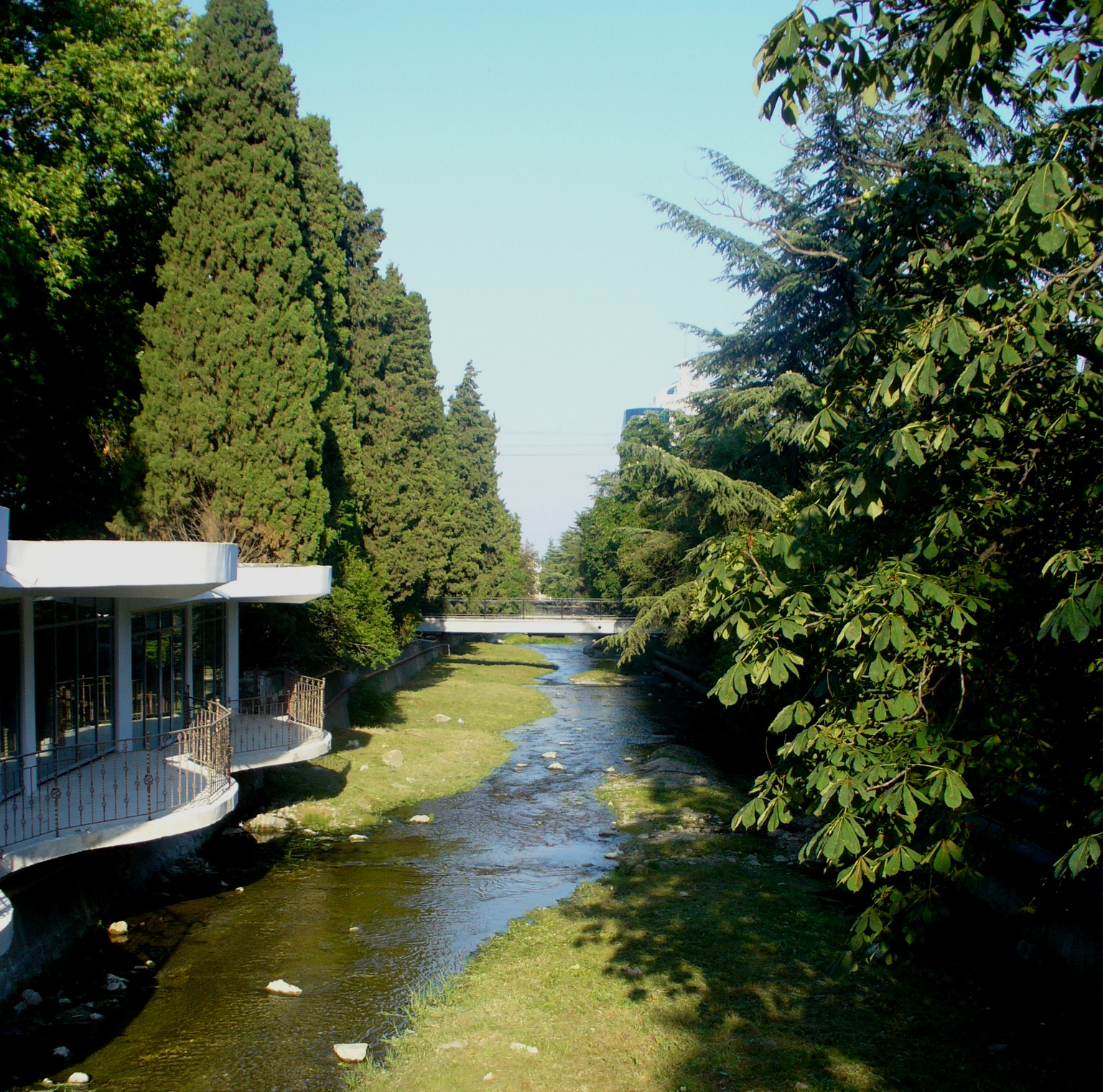

44°29′N 34°10′E / 44.483°N 34.167°E
烏昌-蘇河（俄语：Учан-Су），是俄羅斯的河流，位於克里米亞南部，最終注入黑海，河口處在雅爾塔，河道全長8.4公里，流域面積38平方公里，河水用作食水供應和灌漑。